# Chlorophorus borneensis
Chlorophorus borneensis är en skalbaggsart som beskrevs av Fisher 1935. Chlorophorus borneensis ingår i släktet Chlorophorus och familjen långhorningar. Inga underarter finns listade i Catalogue of Life.